# Manojlovce
Manojlovce (cyr. Манојловце) – wieś w Serbii, w okręgu jablanickim, w mieście Leskovac. W 2011 roku liczyła 775 mieszkańców.